# 弔砲

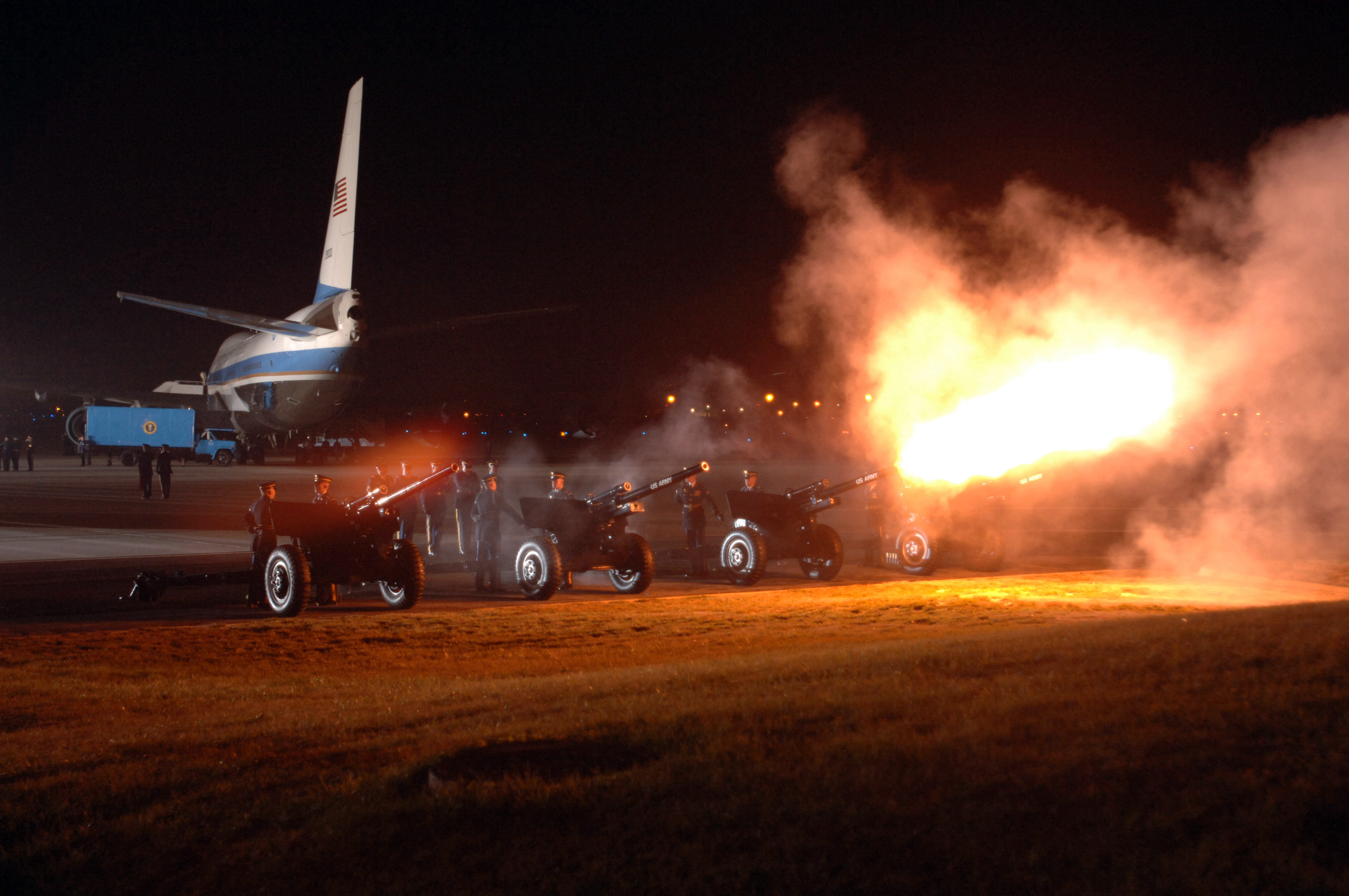
アメリカ陸軍第3歩兵連隊による「ジェラルド・フォード元大統領の棺の首都到着」に対する21発の弔砲の実施（2006年12月30日メリーランド州アンドルーズ空軍基地）

弔砲（ちょうほう）は、公的な葬儀の際、弔意を表すために大砲を用いて発射される空砲である。銃で行うものは弔銃（ちょうじゅう、英語：Three-volley salute 、「斉射3回敬礼」の意）と呼ばれる。

## 旧日本軍の弔砲および弔銃
弔砲と弔銃は、陸海軍人の葬儀に際して、その官職に応じて陸軍喪葬令または海軍喪葬令の規定によって施行される。

### 陸軍
現役将官の葬儀の場合、大将および親任の官または親補職の中将には19発、師団長には13発、発射される。弔砲は野戦砲兵隊駐屯の衛戍地で葬儀が行なわれる時に限り、柩が葬祭場に着いた時から毎発1分ないし2分間隔で発射される。
弔銃は現役将校の葬儀の時、儀仗兵によって発射され、将官には3回、佐官には2回、尉官には1回行なわれる。ただし、野戦砲兵が儀仗兵とされる時は行なわれない。

### 海軍
毎発1分ないし5分間隔で発射され、その数は海軍礼砲令に定められた礼砲数に準じて行なわれる。大将には17発、少将には15発など、死亡者の官職によってその数は異なる。
また海上勤務の司令長官あるいは司令官の柩が艦船から出されるときは、その旗艦または同地に泊在する軍艦の一によって、柩が載せられた短艇が本艦を離れる際に（水葬の場合は、柩が水中に沈む時に）弔砲が発せられる。また元帥である大将、大臣、軍令部長あるいは陸上勤務の司令官の葬儀が行なわれる時は、葬儀地在泊の軍艦の一によって、柩が喪家を出た時、発射される。
その他軍艦が外国港に停泊中、その付近で当該国に駐剳あるいは駐在する日本の外交官または領事官の葬儀がある場合にも弔砲が発せられることがある。
弔銃は海軍軍人の葬儀で式が終わられた時発せられるものであり、斉発3回である。ただし、水葬の場合は弔砲の礼を受けない者に対してのみその柩が水中に沈む時に発射される。
1926年（昭和元年）12月27日、大正天皇が崩御した葉山御用邸から東京に還御する際、御用邸沖合に停泊した戦艦山城から宝算と同じ48発の弔砲が撃たれた事例がある。

## 自衛隊
自衛隊でも必要に応じ、弔砲および弔銃の発射が行われている。昭和天皇大喪の礼の際は、陸上自衛隊が21発の弔砲を発射し、故安倍晋三国葬儀等、内閣総理大臣経験者の葬儀では19発の弔砲を実施している。また、海上自衛隊では、大戦中の戦死者に対し洋上慰霊祭にて、弔銃発射を行ったりしている。
このほか、自衛隊の礼式においては、公務死亡や特に功績のあった隊員等の葬送式における弔銃発射の規定が定められている。陸上自衛隊・海上自衛隊では階級に関わらず3回、航空自衛隊では将補以上が3回、准尉以上が2回、他は1回である。